# Nowousmanowo (rejon burziański)
Nowousmanowo (ros. Новоусманово) – wieś (dieriewnia) w Rosji, w Baszkortostanie, w rejonie burziańskim. W 2010 liczyła 414 mieszkańców.